# Syzygium gerrardii
Syzygium gerrardii är en myrtenväxtart som först beskrevs av William Henry Harvey och Joseph Dalton Hooker, och fick sitt nu gällande namn av Burtt Davy. Syzygium gerrardii ingår i släktet Syzygium och familjen myrtenväxter. Inga underarter finns listade i Catalogue of Life.